# Grab des Qaa
Koordinaten: 26° 10′ 26,4″ N, 31° 54′ 28,6″ O

Plan des Grabes

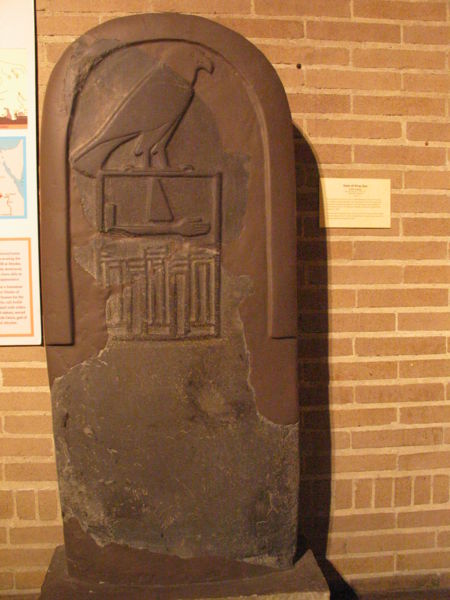
Stele des Qaa

Das Grab des Qaa befindet sich in Umm el-Qaab in Abydos. Qaa war ein altägyptischer König, der am Ende der 1. Dynastie, um 2900 v. Chr., regierte. Die Grabanlage mit der modernen Bezeichnung Q besteht aus der Grabkammer im Zentrum und darum angeordneten 18 Magazinräumen sowie 21 Nebenbestattungen. Bis zum Beginn der 2. Dynastie war es altägyptische Tradition, dass ein Teil der Angehörigen des Königshauses in Nebengräbern bestattet wurde, die architektonisch direkt in die königliche Grabanlage integriert waren. Diese Tradition wurde unter König Qaa mit dessen Regierungsende aus noch nicht näher geklärten Gründen aufgegeben. Die gesamte Anlage misst etwa 30 × 20 m. Die Grabkammer ist 10,5 × 5,5 m groß und etwa 4 m tief in den Boden eingelassen. Der Eingang zum Grab liegt im Nordwesten. Eine Treppe führt hier in den Untergrund. Links und rechts befinden sich jeweils zwei Vorratskammern. Die eigentliche Grabkammer war einst mit Holz verkleidet. Der ganze Bau besteht aus Lehmziegeln. Es ist nicht bekannt, ob es einst einen Oberbau gab und wie dieser aussah.
Die Grabanlage war beraubt. In einer der Nebenbestattungen fand sich die Stele des Beamten Sabef. Zahlreiche Steingefäße mit Inschriften stammen wahrscheinlich von hier. Eine Stele mit dem Namen des Qaa stammt von hier und befindet sich heute im University of Pennsylvania Museum of Archaeology and Anthropology (
Penn Museum, Inventar-Nummer E 6878).
Das Grab war dreimal das Ziel archäologischer Untersuchungen. Émile Amélineau grub hier am Ende des 19. Jahrhunderts. Flinders Petrie grub die Anlage mit großen Teilen des Friedhofes 1900 und 1901 wiederum aus. Weitere Untersuchungen finden seit 1977 unter der Leitung von Werner Kaiser und Günter Dreyer statt. 